# Доровская
Доровская —нежилая деревня в Вельском районе Архангельской области. Входит в состав Липовского сельского поселения.

## География
Деревня расположена в южной части Архангельской области, в таёжной зоне, в пределах северной части Русской равнины, в 125 километрах на северо-запад от Вельска, на левом(северном) берегу озера Верхопуйское, бассейна реки Пуя. Ближайшими населёнными пунктами являются: на юге, на противоположенном берегу озера, деревня Колоколовская, на юго-западе деревня Кузнецовская.
Часовой пояс
Доровская, как и вся Архангельская область, находится в часовой зоне МСК (московское время). Смещение применяемого времени относительно UTC составляет +3:00.

## Население
| 2002 | 2010 | 2012 | 2014 |
| ---- | ---- | ---- | ---- |
| 0    | →0   | →0   | →0   |

## Инфраструктура
Деревня находится в 1,5 километрах от автодороги регионального значения «Долматово — Няндома — Каргополь» (Р2).

## История
Указана в «Списке населённых мест по сведениям 1859 года» в составе Вельского уезда(1-го стана) Вологодской губернии под номером «2229» как «Доровское(Доръ)». Насчитывала 8 дворов, 35 жителей мужского пола и 41 женского.
В материалах оценочно-статистического исследования земель Вельского уезда упомянуто, что в 1900 году в административном отношении деревня входила в состав Верхопуйского сельского общества Верхопуйской волости. На момент переписи в селении Доровская находилось 23 хозяйства, в которых проживало 74 жителя мужского пола и 75 женского.